# Maimbê Dandá
"Maimbê Dandá" é uma canção escrita por Carlinhos Brown e Mateus Aleluia e gravada por Daniela Mercury para o álbum Carnaval Eletrônico (2004). Foi lançada pela BMG como a primeira música de divulgação do álbum em 2004.

## Informação
O compositor da canção, Mateus Aleluia disse que a palavra "Maimbê" é uma corruptela de Maiombe, floresta "enigmática" que fica em regiões de Angola, da República Democrática do Congo, do Congo e do Gabão, na África, próximo ao rio Congo. "Dandá" refere-se a Dandalunda, inquice (divindade da tradição banto) dos rios e da fertilidade. "Vou cantar Maimbê" é conjurar toda cultura africana trazida ao Brasil, segundo ele.
Já o refrão "zum zum zum zum zum baba" é uma "sonoridade que prende, complementação de uma ideia", segundo Aleluia, que destaca a semelhança da onomatopeia com aquelas cantadas em músicas de alguns países africanos.

## Repercusão
Assim que lançada para as rádios, a canção fez enorme sucesso, se tornando uma das canções mais conhecidas de Mercury. É até hoje o último número um da cantora nas paradas brasileiras.
Em 11 de agosto de 2008 "Maimbê Dandá" foi tocada antes do início do jogo de vôlei de praia entre Alemanha e Suíça dos Jogos Olímpicos de Verão de 2008 em Pequim.

## Apresentações ao vivo
Em setembro de 2004, a cantora cantou a canção durante sua participação no programa Bem, Amigos! da SporTV. Em 2006, Daniela regravou a canção para o álbum Balé Mulato - Ao Vivo. No final da interpretação a cantora mesclou "O Canto da Cidade" à "Maimbê Dandá". Em 2015, Mercury cantou a música juntamente com a cantora Ivete Sangalo durante o Globo de Ouro Axé.

## Regravações
A canção já foi interpretada ao vivo por bandas como Terra Samba, Chiclete com Banana e Babado Novo e pela banda de pagode Revelação, em um medley com as canções "Levada Louca" da Banda Eva e "Dandalunda" da cantora Margareth Menezes. A apresentação está inclusa no álbum ao vivo do grupo, Ao Vivo no Morro (2009). Daniela, entretanto, ainda é a única a gravá-la em seus álbuns.